# Lorène Bazolo
Lorène Dorcas Bazolo (née le 4 mai 1983 à Brazzaville en (République du Congo) est une athlète congolaise devenue portugaise en 2016, spécialiste du sprint.
Elle détient depuis 2025 le record du monde master catégorie 40-45 ans du 200 m en 22 s 61 (+ 0,8 m/s).

## Carrière
Elle concourt aux Championnats d'Afrique d'athlétisme en 2008, 2010, 2012 et représente la République du Congo dans les 100 m aux 200 mètres aux Jeux africains de 2011. Elle représente également  sa nation aux Universiades de 2009 et 2011, et aux Jeux de la Francophonie 2009. Elle participe aux Jeux olympiques de 2012 à Londres en 100 m,, et y est porte-drapeau de l'équipe congolaise.
En 2013, elle s'installe au Portugal, y ayant obtenu l'asile politique et rejoint rapidement les clubs d'athlétisme JOMA, puis le Sporting Clube de Portugal.
En 2015, à l'occasion du Schifflange Meeting International au Luxembourg, elle porte les records du Congo à 11 s 48 (+0,9 m/s) et 23 s 34 (-1,2 m/s). Le 9 janvier, elle établit un record national sur 60 m à Lisbonne en 7 s 30.
En 2006, elle acquit la citoyenneté portugaise et bat le record national du 100 m féminin, le 4 juin à Salamanque, pour le fixer à 11 s 21 (+ 1,9 m/s) et lui permettant de se qualifier pour les Jeux olympiques de Rio de Janeiro,.
Dans la capitale Brésilienne, elle termine 27e du 100 m et 30e du 200 m.

## Palmarès
| Date                                | Compétition                         | Lieu                                | Résultat                            | Épreuve                             | Temps                               |
| Représentant la République du Congo | Représentant la République du Congo | Représentant la République du Congo | Représentant la République du Congo | Représentant la République du Congo | Représentant la République du Congo |
| ----------------------------------- | ----------------------------------- | ----------------------------------- | ----------------------------------- | ----------------------------------- | ----------------------------------- |
| 2008                                | Championnats d'Afrique              | Addis Abeba                         | 18e                                 | 100 m                               | 12 s 58                             |
| 2008                                | Championnats d'Afrique              | Addis Abeba                         | 15e                                 | 200 m                               | 25 s 23                             |
| 2009                                | Universiade                         | Belgrade                            | 29e                                 | 100 m                               | 12 s 23                             |
| 2009                                | Universiade                         | Belgrade                            | 21e                                 | 200 m                               | 25 s 24                             |
| 2009                                | Jeux de la Francophonie             | Beyrouth                            | 13e                                 | 100 m                               | 12 s 29                             |
| 2009                                | Jeux de la Francophonie             | Beyrouth                            | 9e                                  | 200 m                               | 24 s 74                             |
| 2010                                | Championnats d'Afrique              | Nairobi                             | 10e                                 | 100 m                               | 12 s 08                             |
| 2010                                | Championnats d'Afrique              | Nairobi                             | 12e                                 | 200 m                               | 24 s 61                             |
| 2011                                | Universiade                         | Shenzhen                            | 24e                                 | 100 m                               | 12 s 05                             |
| 2011                                | Universiade                         | Shenzhen                            | 24e                                 | 200 m                               | 24 s 47                             |
| 2011                                | Jeux africains                      | Maputo                              | 21e                                 | 100 m                               | 12 s 50                             |
| 2011                                | Jeux africains                      | Maputo                              | 10e                                 | 200 m                               | 24 s 31                             |
| 2012                                | Championnats d'Afrique              | Porto Novo                          | 7e                                  | 100 m                               | 11 s 86                             |
| 2012                                | Championnats d'Afrique              | Porto Novo                          | 11e                                 | 200 m                               | 24 s 36                             |
| 2012                                | Jeux olympiques                     | Londres                             | 52e                                 | 100 m                               | 11 s 90                             |
| 2013                                | Jeux de la Francophonie             | Nice                                | 12e                                 | 100 m                               | 12 s 39                             |
| Représentant le Portugal            |                                     |                                     |                                     |                                     |                                     |
| 2016                                | Championnats d'Europe               | Amsterdam                           | 16e                                 | 100 m                               | 11 s 57                             |
| 2016                                | Jeux olympiques                     | Rio de Janeiro                      | 27e                                 | 100 m                               | 11 s 43                             |
| 2016                                | Jeux olympiques                     | Rio de Janeiro                      | 30e                                 | 200 m                               | 23 s 01                             |
| 2017                                | Championnats d'Europe en salle      | Belgrade                            | 24e                                 | 60 m                                | 7 s 51                              |
| 2017                                | Championnats d'Europe par équipes   | Vaasa                               | 3e                                  | 100 m                               | 11 s 74                             |
| 2017                                | Championnats d'Europe par équipes   | Vaasa                               | 3e                                  | 200 m                               | 23 s 76                             |
| 2017                                | Championnats d'Europe par équipes   | Vaasa                               | 2e                                  | 4 x 100 m                           | 45 s 20                             |
| 2017                                | Championnats du monde               | Londres                             | 39e                                 | 200 m                               | 23 s 85                             |
| 2018                                | Championnats du monde en salle      | Birmingham                          | 33e                                 | 60 m                                | 7 s 39                              |
| 2018                                | Championnats d'Europe               | Berlin                              | 19e                                 | 100 m                               | 11 s 46                             |
| 2018                                | Championnats d'Europe               | Berlin                              | 22e                                 | 200 m                               | 23 s 80                             |
| 2019                                | Championnats d'Europe en salle      | Glasgow                             | 14e                                 | 60 m                                | 7 s 35                              |
| 2019                                | Championnats du monde               | Doha                                | 38e                                 | 100 m                               | 11 s 51                             |
| 2019                                | Championnats d'Europe par équipes   | Sandnes                             | 2e                                  | 100 m                               | 11 s 75                             |
| 2019                                | Championnats d'Europe par équipes   | Sandnes                             | 1re                                 | 200 m                               | 23 s 78                             |
| 2019                                | Championnats d'Europe par équipes   | Sandnes                             | 1re                                 | 4 x 100 m                           | 44 s 94                             |
| 2021                                | Championnats d'Europe en salle      | Toruń                               | 28e                                 | 60 m                                | 7 s 40                              |
| 2021                                | Championnats d'Europe par équipes   | Chorzów                             | 7e                                  | 100 m                               | 11 s 45                             |
| 2021                                | Championnats d'Europe par équipes   | Chorzów                             | 6e                                  | 200 m                               | 23 s 45                             |
| 2021                                | Championnats d'Europe par équipes   | Chorzów                             | 4e                                  | 4 x 100 m                           | 44 s 92                             |
| 2021                                | Jeux olympiques                     | Tokyo                               | 28e                                 | 100 m                               | 11 s 31                             |
| 2021                                | Jeux olympiques                     | Tokyo                               | 20e                                 | 200 m                               | 23 s 20                             |
| 2022                                | Championnats du monde en salle      | Belgrade                            | 20e                                 | 60 m                                | 7 s 24                              |
| 2022                                | Championnats ibéro-américains       | La Nucia                            | 2e                                  | 100 m                               | 11 s 36                             |
| 2022                                | Championnats ibéro-américains       | La Nucia                            | 2e                                  | 200 m                               | 23 s 67                             |
| 2022                                | Championnats ibéro-américains       | La Nucia                            | 2e                                  | 4 x 100 m                           | 44 s 82                             |
| 2022                                | Jeux méditerranéens                 | Oran                                | 2e                                  | 100 m                               | 11 s 36                             |
| 2022                                | Jeux méditerranéens                 | Oran                                | 3e                                  | 200 m                               | 23 s 20                             |
| 2022                                | Championnats du monde               | Eugene                              | 38e                                 | 100 m                               | 11 s 44                             |
| 2022                                | Championnats du monde               | Eugene                              | 33e                                 | 200 m                               | 23 s 41                             |
| 2022                                | Championnats d'Europe               | Munich                              | 13e                                 | 100 m                               | 11 s 42                             |
| 2022                                | Championnats d'Europe               | Munich                              | 14e                                 | 200 m                               | 23 s 43                             |
| 2023                                | Championnats d'Europe en salle      | Istanbul                            | 17e                                 | 60 m                                | 7 s 34                              |
| 2023                                | Championnats du monde               | Budapest                            | 26e                                 | 200 m                               | 23 s 16                             |
| 2024                                | Championnats du monde en salle      | Glasgow                             | 35e                                 | 60 m                                | 7 s 33                              |
| 2024                                | Championnats ibéro-américains       | Cuiabá                              | 4e                                  | 100 m                               | 11 s 30                             |
| 2024                                | Championnats ibéro-américains       | Cuiabá                              | 4e                                  | 200 m                               | 23 s 33                             |
| 2024                                | Championnats ibéro-américains       | Cuiabá                              | 4e                                  | 4 x 100 m                           | 44 s 57                             |
| 2025                                | Championnats d'Europe en salle      | Apeldoorn                           | 14e                                 | 60 m                                | 7 s 21                              |
| 2025                                | Championnats d'Europe par équipes   | Madrid                              | 3e                                  | 100 m                               | 11 s 21                             |
| 2025                                | Championnats d'Europe par équipes   | Madrid                              | 5e                                  | 200 m                               | 22 s 61                             |
| 2025                                | Championnats d'Europe par équipes   | Madrid                              | 11e                                 | 4 x 100 m                           | 43 s 44                             |

## Records
| Épreuve | Temps        | Lieu                    | Date                        |
| ------- | ------------ | ----------------------- | --------------------------- |
| 60 m    | 7 s 17 (NR)  | Lisbonne Madrid         | 6 mars 2022 28 février 2025 |
| 100 m   | 11 s 10 (NR) | La Chaux-de-Fonds Braga | 14 août 2021 14 juin 2025   |
| 200 m   | 22 s 61 (NR) | Madrid                  | 14 août 2021 29 juin 2025   |